# 1602
Реформація •  Епоха великих географічних відкриттів •  Ганза •  Нідерландська революція •  Річ Посполита •  Запорозька Січ

## Геополітична ситуація
Османську імперію очолює Мехмед III (до 1603). Під владою османського султана перебувають Близький Схід та Єгипет, Середземноморське узбережжя Північної Африки, частина Закавказзя, значні території в Європі: Греція, Болгарія і Сербія. Васалами османів є Волощина, Молдова й Трансильванія.
Священна Римська імперія — наймогутніша держава Європи. Її територія охоплює, крім німецьких земель, Угорщину з Хорватією, Богемію, Північну Італію. Її імператором є Рудольф II з родини Габсбургів (до 1612).
Габсбург Філіп III Благочестивий є королем Іспанії (до 1621) та Португалії. Йому належать Іспанські Нідерланди, південь Італії, Нова Іспанія та Нова Кастилія в Америці, Філіппіни. Португалія, попри правління іспанського короля, залишається незалежною. Вона має володіння в Бразилії, Африці, Індії, на Цейлоні, в Індійському океані та Індонезії.
Північ Нідерландів займає Республіка Об'єднаних провінцій. Формальний король Франції — Генріх Наваррський. Королевою Англії є Єлизавета I (до 1603). Король Данії та Норвегії — Кристіан IV Данський (до 1648). Регент Швеції — Карл IX Ваза (до 1604). На Апеннінському півострові незалежні Венеціанська республіка та Папська область.
Королем Речі Посполитої, якій належать українські землі, є Сигізмунд III Ваза (до 1632). На півдні України існує Запорозька Січ.
У Московії править Борис Годунов (до 1605). Існують Кримське ханство, Ногайська орда.
Шахом Ірану є сефевід Аббас I Великий (до 1629).
Значними державами Індостану є Імперія Великих Моголів, Біджапурський султанат, султанат Голконда, Віджаянагара. У Китаї править династія Мін. У Японії триває період Адзуті-Момояма.

## Події

### В Україні
- Морський похід козаків під рукою Григорія Ізаповича на Кілію.
- Після загибелі Самійла Кішки в Інфляндській війні гетьманом Війська Запорозького став Гаврило Крутневич.

### У світі

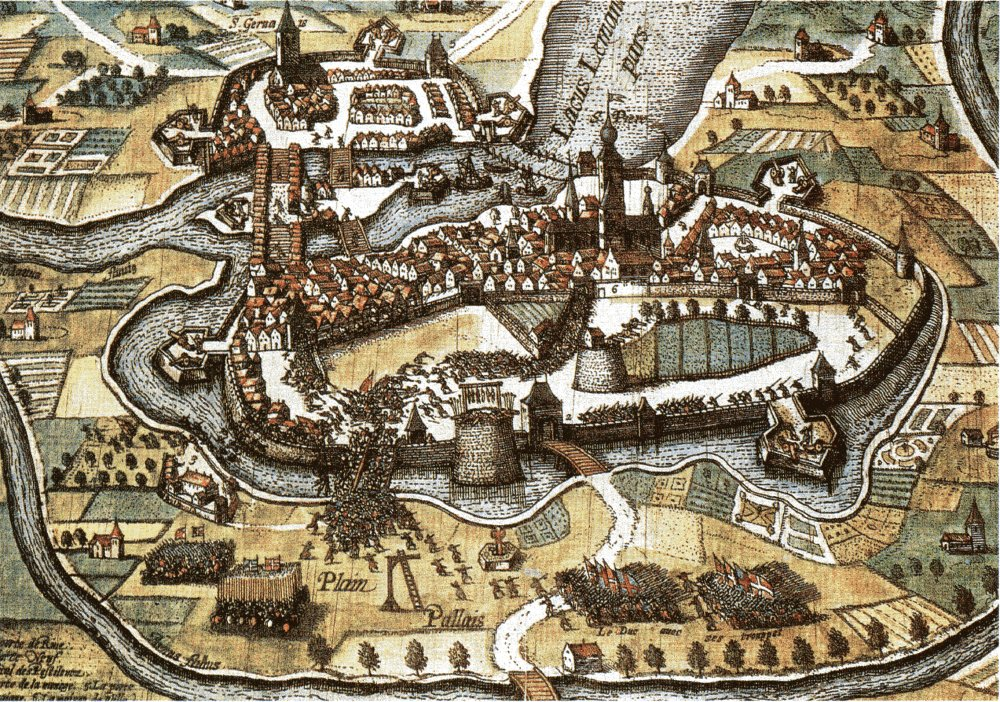
Битва Ескалади в Женеві

- В Інфляндській війні війська Речі Посполитої змушені відступити через нестачу коштів.
- У Московщині триває Великий голод. Спалахнула епідемія холери.
- Триває Довга війна між Османською імперією та Габсбургами. Трансильванія перейшла під опіку Габсбургів.
- Іспанія утворила союз із Сефевідами проти османів.
- Мешканці Женеви відбили напад савойських та іспанських військ, що зародило в місті свято Ескалади.
- 20 березня засновано Голландську Ост-Індійську компанію.
- Флот Джеймса Ланкастера, представника Англійської Ост-Індської компанії, прибув на Суматру.
- Вбито радника Акбара Великого Абу-л-Фазла.

## Культура
- В Оксфордському університеті відновлено Бодліанську бібліотеку.
- Відбулася перша відома постановка п'єси Шекспіра «Дванадцята ніч, або Як вам завгодно».

## Народились
- 14 липня — Джуліо Мазаріні, французький кардинал, перший міністр Франції (1643–1661).

## Померли
- 23 лютого — в Пармі у віці 45 років помер італійський художник і гравер по міді Агостіно Карраччі